# Pidigan
Pidigan (Bayan ng Pidigan, Abra) är en kommun i Filippinerna. Kommunen ligger på ön Luzon, och tillhör provinsen Abra. Folkmängden uppgår till 11 280 invånare.
Pidigan är indelat i 15 barangayer.